# Вівсянка білоголова
Вівсянка білоголова (Emberiza leucocephala) — птах родини вівсянкових. Поширений в Азії.

## Зовнішній вигляд
Маса тіла: 25-29 г, довжина тіла: близько: 17 см.
Дорослий самець у шлюбному вбранні зверху рудувато-бурий, із чорною строкатістю; лоб і тім'я білі, окреслені чорно-бурими смугами; горло і боки голови каштанові, на щоках білі плями; спереду і на боках шиї біла смуга; поперек і надхвістя руді; воло рудувате; боки тулуба білуваті, з рудою строкатістю; груди та черево білуваті; махові пера сірувато-бурі; хвіст темно-бурий, на двох крайніх парах стернових пер біла барва; дзьоб сірий; ноги бурі; у позашлюбному оперенні самець має бурий відтінок на верхній частині голови та щоках; горло буре, окреслене білуватою смугою. В дорослої самки в шлюбному оперенні лоб і тім'я білі, з темними рисками; білі плями на щоках із кремовим відтінком; горло білувате, окреслене по боках темними рисками; воло рудувате; решта низу білувата, з темними рисками на боках тулуба; в позашлюбному оперенні голова бурувата, з темними плямами на щоках і покривних перах вух. Молодий птах схожий на самку в позашлюбному оперенні.
Відмінності від схожих видів: дорослий самець цілорічно, а доросла самка в шлюбному оперенні від решти вівсянок відрізняються білими плямами на щоках і білим верхом голови; позашлюбна самка і молодий птах від самки та молодого птаха городньої вівсянки відрізняється рудим надхвістям, від самки та молодого птаха садової й лучної вівсянок — сірим дзьобом і білим кольором більшої частини низу, від самки та молодого птаха звичайної вівсянки — відсутністю жовтого кольору в оперенні, хоча нерідко на відстані відрізнити складно.

## Поширення
Поширена в Сибіру від Приуралля до Верхоянська та Амура й ізольованою групою в Китаї. Населяє світлі, розріджені ліси, переважно хвойні, нерідко степові простори. 
В Україні залітний взимку. Може траплятися майже на всій території. Спостерігається на відкритих просторах, що поросли чагарником.

## Поведінка
Тримається зграйками. 3вуки: пісня нагадує пісню звичайної вівсянки, поклик — тихе «цві».

## Розмноження
Найулюбленіші місця гніздування — верхові болота з негустим лісом або хоча б окремими деревами. Гніздо влаштовують на землі під кущем, деревом, у траві. Гніздовий матеріал — тонка трава, в лотку нерідко буває кінський волос і крупна шерсть. У кладці 3-6, частіше 4-5 яєць, по забарвленню не відрізняються від яєць звичайної вівсянки. Розміри яєць 19-24 х 14-18 мм. Насиджує самка 12-14 днів, пташенят годують обидва птахи.

## Живлення
Живиться комахами та насінням.